# Societatea de Medici și Naturaliști
Societatea de Medici și Naturaliști este o societate științifică și medicală din Iași înființată în 1830, fiind astfel cea mai veche societate științifică din România. Începând din 1887 aceasta publică o revistă intitulată în prezent Revista Medico-Chirurgicală.

## Istoric
În ianuarie 1830, Jakob Czihak, medic ceh de formație germană și medic șef al Miliției din Moldova, împreună cu doctorul Mihai Zotta, protomedic al orașului Iași, și Gheorghe Asachi creează cercul de lectură medicală Iassyer medicinsche Lesevereine (Cercul ieșean de citire medicală). Activitatea acestuia se desfășura în casa lui Czihak. Primii membrii ai cercului au fost 11 medicii (Czihak, Zotta, Eustație Rolla, Jumette, Huber, Viola, Metz, Samurcaș, Kornhofer, Ilasciuc, Teodori), 5 farmaciști (Pădure, Johann Binder, J. Kraus, A. Abrahamfi, I. Vasiliu) și 7 membri aparținând altor profesii (Asachi, Wieckmann, Anton Winkler, Hyp. Wolanski, Hatman Bogdan, Al. Ghica și N. Ghica). 
Tot la inițiativa lui Cihac, care dorea îmbunătățirea organizării sanitare în Moldova, cercul de lectură se transformă în 1832 în Societatea Doftoricească Moldo-Română. Statul noii societății a fost elaborat, în principal, de Iacob Cihac. Un an mai târziu, în 1833, cercul se transformă în Societatea de Medici și Naturaliști, prima societate de acest fel din Peninsula Balcanică.
Societatea a subscris abonamente la numeroase publicații din străinătate și a întreținut relații cu alte organizații științifice și profesionale din străinătate, având numeroși membri corespondenți străini, între care Jöns Jakob Berzelius, Alexander von Humboldt, R. Bright, George James Guthrie⁠(en)[traduceți], Philipp Franz von Siebold⁠(en)[traduceți], etc.. Dintre aceștia, proporția cea mai mare (75%) o reprezentau membrii corespondenți  de expresie germană (germani, austrieci, elvețieni). 
Societatea a organizat Cabinetul Istorico-Natural, devenit ulterior Muzeul de Istorie Naturală din Iași și afiliat în prezent Universității din Iași, care s-a deschis la 4 februarie 1834 în la casa Balș de pe ulița Podu Verde (azi bulevardul Carol I). În 1840 muzeul s-a mutat în palatul logofătului Constantin Sturza (fosta casă Roset), clădire special cumpărată de societate pentru a adăposti muzeul. Pe terenul din preajma acestei clădiri a fost organizată una din grădinile botanice din Iași, muzeul și grădina botanică căpătând o destinație didactică pentru studenții Academiei Mihăilene și ai Universității. Societatea s-a preocupat, de asemenea, de dezvoltarea și modernizarea pe baze științifice a agriculturii și a finanțat cercetările privitoare la flora și fauna Moldovei întreprinse de botanistul Julius Edel, farmacistul Iosef Szabo și Frederic Bell.
Analizând activitatea științifică și gradul de implicare profesională a membrilor Societății, N.A. Bogdan consideră că pot fi identificate patru perioade: 
1. epoca de formațiune; epoca cuprinsă între formarea Cercului ieșean de cetire medicală și retragerea din activitate, pentru motive medicale, a doctorului Czihak.
2. epoca de tranziție; epoca cuprinsă între anii 1844 și 1859 (Unirea Principatelor). În această perioadă membrii societăți au fost implicați în mișcările sociale desfășurate în Moldova precum Revoluția de la 1848 și Unirea Principatelor. Stabilirea candidaturii lui Alexandru Ioan Cuza la domnie a fost decisă de deputații Partidei naționale în noaptea de 3/15 ianuarie 1859 în sala de ședințe a Societății de Medici și Naturaliști.[6]
3. epoca de lâncezeală; epoca cuprinsă între anii 1860 și 1886, perioadă în care activitatea societății s-a redus la întruniri de ordin administrativ.
4. epoca de regenerare, ce corespunde perioadei începând cu 1887, perioadă marcată de reluarea activității științifice și de publicarea, inițial lunară, a Buletinului Societății de Medici și Naturaliști din Iași, publicație ce va  adopta din 1924 titlul Revista Medico-Chirurgicală a Societății de Medici și Naturaliști din Iași.

## Vezi și
- Universitatea de Medicină și Farmacie „Grigore T. Popa” din Iași
- Universitatea „Alexandru Ioan Cuza” din Iași
- Muzeul de Istorie Naturală din Iași
- Grădina Botanică din Iași